# Gesangbuch der Evangelisch-methodistischen Kirche
Das Gesangbuch der Evangelisch-methodistischen Kirche von 2002 ist das Gesangbuch der Evangelisch-methodistischen Kirche für den deutschen Sprachraum. Gemäß Aussagen Hartmut Handts wurde es auch in der Ökumene von Hymnologen beachtet, und nach Handt halten es einige Hymnologen für das beste deutschsprachige Gesangbuch, das gegenwärtig in Gebrauch ist. Es wurde gemeinsam herausgegeben von der Zentralkonferenz Deutschland, der Jahreskonferenz Schweiz/Frankreich und der Jahreskonferenz Österreich der Evangelisch-methodistischen Kirche.
Neben 681 Liedern enthält es zahlreiche Worte zur Besinnung und ganzseitige Bilder von meist zeitgenössischen europäischen und afrikanischen Künstlern in schwarz-weißen Kunstformen wie Bleistiftzeichnung, Linolschnitt, Holzschnitt und Radierung. Damit bezog man Beispiele außereuropäischer christlicher Kunst in die Gestaltung des Gesangbuchs ein.

## Disposition
Die für den deutschen Sprachraum ungewöhnliche Aufteilung entspricht im Wesentlichen der des United Methodist Hymnal des US-Teils der Evangelisch-methodistischen Kirche. Wie dort und in den meisten übrigen methodistischen Gesangbüchern ist das erste Lied Charles Wesleys Mein Mund besinge tausendfach den Ruhm des Herrn der Welt.
Die Aufteilung folgt in etwa dem Apostolischen Glaubensbekenntnis:
- Das Lob des dreieinigen Gottes einschließlich Liedern zu Schöpfung und Jahreszeiten
- Der Weg Jesu Christi mit Liedern für das Kirchenjahr von Advent bis Himmelfahrt
- Die Kraft des Heiligen Geistes mit Liedern zu Pfingsten, Umkehr, Glaube, Nachfolge, Gebet und Vertrauen, Trost und Hoffnung
- Das Leben der Kirche mit Liedern zum Gottesdienstablauf, zu Taufe, Abendmahl, Nächstenliebe, Frieden und Gerechtigkeit und zum Tag mit Gott
- Die neue Welt Gottes mit Liedern zu Tod, ewigem Leben, Wiederkunft Christi

Anschließend an die Lieder folgen
- Biblische Lesungen
- Gebete
- Bekenntnisse der Evangelisch-methodistischen Kirche
- Abendmahlsliturgien, darunter eine, die für dieses Gesangbuch entwickelt wurde

Der Registerteil umfasst
- Biografien der Autorinnen und Autoren
- Verzeichnis der Bilder und Biografien der Künstler
- Verzeichnis der Worte zur Besinnung
- Alphabetisches Liederverzeichnis

## Lieder
Das Gesangbuch hat für praktisch alle Lieder einen vierstimmigen Chorsatz. Für fast alle Lieder werden Gitarrenakkorde einschließlich Kapodaster angegeben. 
Die Lieder umfassen eine weite Vielfalt von Musikstilen. So finden sich neben klassischen Chorälen und Kirchenliedern, Lieder aus der charismatischen Bewegung, liturgische Gesänge der alten Kirche, neue geistliche Lieder, Kanons und Singsprüche. Ebenso breit ist das internationale und kulturelle Spektrum: es gibt Negro Spirituals und englische Kirchenlieder, ebenso wie Lieder aus Lateinamerika, Schwarzafrika und China. 44 Lieder haben Texte in mehreren Sprachen aufgeführt.
Unter den liturgischen Gesängen reicht das Spektrum vom Gloria der altkirchlichen Liturgie des 3. Jahrhunderts, das orthodoxe Trisagion, gregorianische Antiphonen, das gesungene Vaterunser von Rimski-Korsakoff, Taizé-Lieder, spanische und englische Lieder bis zu südafrikanischen Wechselgesängen.
Die 23 Lieder unter dem Titel Frieden und Gerechtigkeit, der sich an das Soziale Bekenntnis der Evangelisch-methodistischen Kirche anlehnt, sind alle weniger als fünfzig Jahre alt.
Neben zahlreichen methodistischen Liedern von Charles Wesley und Ernst Gebhardt finden sich auch viele deutsche traditionelle Lieder. Paul Gerhardt, Joachim Neander, Gerhard Tersteegen und Nikolaus von Zinzendorf sind ebenso oft vertreten wie im Evangelischen Kirchengesangbuch, Martin Luther nicht ganz so häufig. Unter den neueren Autoren sind Dieter Trautwein, Arno Pötzsch und Lothar Zenetti besonders gut vertreten.
Ein gewisses Problem waren die ökumenischen Fassungen mancher Lieder, da diese in Deutschland, Österreich und der Schweiz jeweils unterschiedliche Texte haben, so dass man sich für eine entscheiden musste.

## Begleitmaterialien
Kurz nach dem Gesangbuch erschienen zahlreiche Begleitmaterialien. Diese sind in der evangelisch-methodistischen Kirche besonders wichtig, da die Musik der Gemeinden normalerweise in den Händen von Laien liegt, und es in den Gemeinden kaum kirchenmusikalische Fachleute gibt. Zu den Begleitmaterialien gehören
- ein Werkbuch als Loseblattsammlung
- ein Instrumentalbuch mit Intonationen, Begleitsätzen und Harmonie-Bezeichnungen sowie zahlreiche Oberstimmen und 20 Rhythmus-Modellen zu fremdsprachigen Liedern
- eine Sammlung von Betrachtungen zu den Bildern im Gesangbuch
- eine Sammlung von Liedandachten
- ein Chorbuch für gemischte Stimmen mit einem separaten Buch mit Begleitsätzen
- eine Ausgabe auf CD-Rom
- eine Doppel-CD mit 57 Liedern

## Bibliografie und Quellen
- Hartmut Handt (Red.): Gesangbuch der Evangelisch-methodistischen Kirche. Herausgegeben von der Evangelisch-methodistischen Kirche in Deutschland, Österreich und Schweiz/Frankreich. Medienwerk der Evangelisch-methodistischen Kirche, Stuttgart u. a. 2002, ISBN 3-89725-030-6.
- Hartmut Handt: Was ist eigentlich „methodistisch“ am neuen Gesangbuch der EmK. In: EmK-Geschichte. 26. Jg., Heft 1, ISSN 1616-8801, März 2005.